# Dendrobium eriiflorum
Dendrobium eriiflorum là một loài thực vật có hoa trong họ Lan. Loài này được Griff. mô tả khoa học đầu tiên năm 1851.